# Parque nacional de Payne's Creek
El Parque nacional de Payne's Creek (en inglés: Payne's Creek National Park) es una reserva natural en el Distrito de Toledo en el sur del país centroamericano de Belice El parque abarca 37.680 acres ( 152 kilómetros cuadrados) de tierra, incluyendo el bosque de hoja ancha dominante, así como las zonas de manglares.
Este parque nacional, se extendía a lo largo de la parte baja del río Mono, fue perturbado con anterioridad por el cultivo de plátano y roza y la quema por las prácticas agrícolas; sin embargo, en  2007 un bosque secundario de hoja ancha verde proporcionó hábitat para una diversidad de flora y fauna tropical .
Los grupos de monos aulladores Negro son abundantes, cada grupo mantiene un ámbito de hogar de 40.000 a 70.000 metros cuadrados (430.000 a 750.000 pies cuadrados) en este bosque.
Al menos cuatro sitios mayas se han descubierto en el parque nacional de Payne Creek hasta la fecha. Se incluyen un sitio ahora bajo el agua, con raros artefactos y partes de edificios de madera conservados. 